# 山西地方电力
山西地方电力有限公司，是上市企业山西通宝能源股份有限公司的全资子公司。通宝能源由山西省国企山西国际电力集团控股。
山西地方电力有限公司管辖山西省12个县的农电网。包括朔州市朔城区、吕梁市离石、柳林、交口、石楼、方山县、中阳县、临县、兴县、临汾市乡宁、蒲县、安泽县。山西省其他的县区农电网早在1980年代初期已经移交央企的华北电网山西省电力公司农电局。